# Floodland
Floodland es el segundo álbum del grupo inglés de rock gótico The Sisters of Mercy, producido durante 1986-87 y publicado en noviembre de 1987, a través de Warner Music Group en Estados Unidos, mientras que en Europa se publicó a través del sello de la banda Merciful Release. Floodland consiguió ser el disco más exitoso del grupo, llegando al puesto núm. 9 en el Reino Unido y al puesto núm. 101 en el Billboard 200 de Estados Unidos.

## Grabación y contenido
El álbum fue producido por Andrew Eldritch, Larry Alexander y Jim Steinman. Tras la ruptura de la formación de First and Last and Always, el cantante Andrew Eldritch decidió mantener el nombre de la banda una vez más en 1986, tras haberse quedado con todos los derechos sobre el nombre de la misma, momento en el cual el único segundo miembro fue la bajista Patricia Morrison, quién había sido parte del proyecto "The Sisterhood" con el propio Eldritch, con quien también mantenía una relación. Para las partes de batería, una caja de ritmos analógica Akai S3200 fue utilizada como la nueva encarnación de Doktor Avalanche, siendo la última vez que la banda utilizó un equipo así. Con los siguientes años utilizarían equipos digitales más sofisticados para la grabación del siguiente álbum y los consecuentes shows en vivo.
Tras la salida del álbum, la banda no realizó ninguna presentación, salvo dos apariciones en el programa Top of the Pops, con actores haciendo playback junto a Eldritch y Morrison.

## Diferentes versiones deFloodland
- La primera edición de vinilo del álbum fue dividida simétricamente dentro de cuatro canciones por lado. La versión de "This Corrosion" es la misma que la aparecida en el sencillo de 12".
- La edición CD de Floodland, publicada por Elektra Records, contiene una versión más extendida de "This Corrosion". "Flood II" también es más larga, con su intro levemente más largo, "Driven like the Snow" es un remix alargado. La reedición en CD incluye los dos lados-B de los sencillos This Corrosion ("Torch" y "Colours"). Eldritch mencionó que la simetría del vinilo original había sido destruida a partir de las reediciones en CD, y pidió conservar la mezcla y las canciones originales en las siguientes reediciones, algo que la compañía discográfica rechazó categóricamente.
- En octubre de 2006, una edición remasterizada de Floodland fue publicada con dos canciones más: "Emma" y una versión inédita de "Never Land".

## Canciones
- Todas las canciones fueron compuestas y escritas por Andrew Eldritch.

### Edición enLP
| Lado A |                          |          |  |
| N.º    | Título                   | Duración |  |
| 1.     | «Dominion/Mother Russia» | 7:01     |  |
| 2.     | «Flood I»                | 6:23     |  |
| 3.     | «Lucretia My Reflection» | 4:57     |  |
| 4.     | «1959»                   | 4:14     |  |

| Lado B |                           |          |  |
| N.º    | Título                    | Duración |  |
| 1.     | «This Corrosion»          | 10:55    |  |
| 2.     | «Flood II»                | 6:47     |  |
| 3.     | «Driven Like the Snow»    | 6:28     |  |
| 4.     | «Never Land (a fragment)» | 2:58     |  |

### Edición enCD
Producido por Larry Alexander y Andrew Eldritch, excepto "Dominion/Mother Russia", producida por Alexander, Eldritch, y Jim Steinman, "This Corrosion", producida por Jim Steinman, "Torch", producida por Eldritch, y "Emma", producida por Hugh Jones.
| N.º | Título                   | Letras          | Música   | Duración |  |
| 1.  | «Dominion/Mother Russia» | Andrew Eldritch | Eldritch | 7:00     |  |
| 2.  | «Flood I»                | Eldritch        | Eldritch | 6:22     |  |
| 3.  | «Lucretia My Reflection» | Eldritch        | Eldritch | 4:57     |  |
| 4.  | «1959»                   | Eldritch        | Eldritch | 4:09     |  |
| 5.  | «This Corrosion»         | Eldritch        | Eldritch | 10:55    |  |
| 6.  | «Flood II»               | Eldritch        | Eldritch | 6:47     |  |
| 7.  | «Driven Like the Snow»   | Eldritch        | Eldritch | 6:27     |  |
| 8.  | «Neverland (a fragment)» | Eldritch        | Eldritch | 2:46     |  |

### Reedición de 2006
Junto con las anteriores canciones del grupo, Floodland fue reeditado en noviembre de 2006 con dos bonus tracks. El CD original incluyó las canciones "Torch" y "Colours" como bonus tracks, mientras que la edición casete original, se incluía como canción adicional "Torch", seguida de "1959" al final del lado 1.
| N.º | Título                        | Letras                   | Música        | Original Single  | Duración |  |
| 9.  | «Torch»                       | Eldritch                 | Eldritch      | "This Corrosion" | 3:55     |  |
| 10. | «Colours»                     | Eldritch                 | Eldritch      | "This Corrosion" | 7:23     |  |
| 11. | «Neverland» (versión inédita) | Eldritch                 | Eldritch      |                  | 12:00    |  |
| 12. | «"Emma"»                      | Errol Brown, Tony Wilson | Brown, Wilson | "Dominion"       | 6:21     |  |

## Personal
The Sisters Of Mercy
- Andrew Eldritch - Voz líder y coros, teclados, sintetizadores, guitarra, bajo, programación.
- Patricia Morrison - Bajo y coros.
- Doktor Avalanche - Batería.